# 靜電學

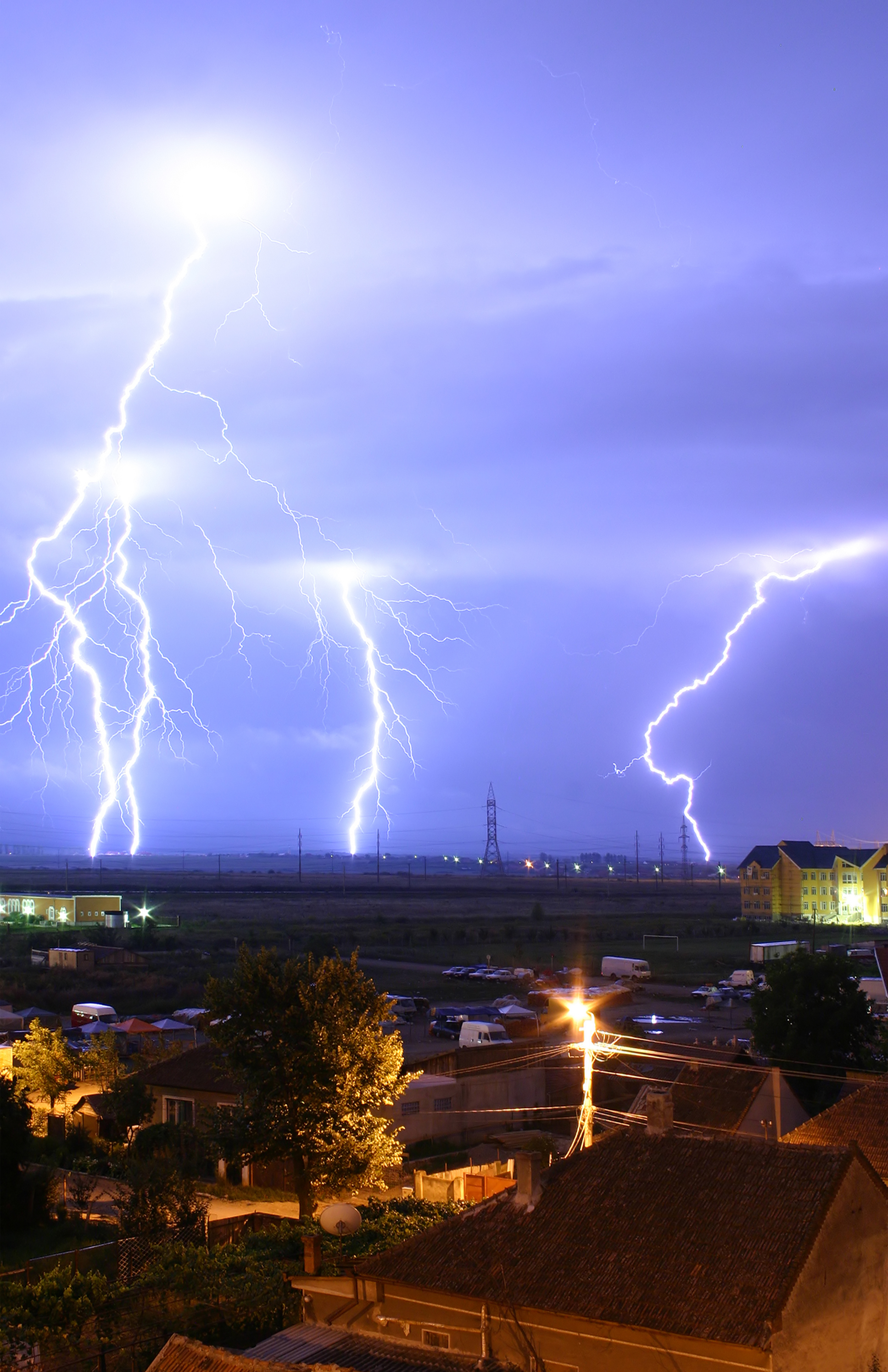
發生於羅馬尼亞，奧拉迪亞的閃電是一種靜電現象。

靜電學是研究「靜止電荷」的特性及規律的一門學科，電學的領域之一。靜電即電荷在靜止時的狀態，沒有電荷流動。而靜止電荷所建立的電場稱為靜電場，是指不隨時間變化的電場，該靜電場對於場中的電荷有作用力。

## 靜電現象
在公元前六世紀，人類就發現琥珀摩擦後，能夠吸引輕小物體的「靜電現象」。這是自由電荷在物體之間轉移後，所呈現的電性。此外絲綢或毛料摩擦時，產生的小火花，是電荷中和的效果。「雷電」則是大自然中，因為雲層累積的正負電荷劇烈中和，所產生的電光、雷聲、熱量。
靜電現象包括許多大自然例子，像塑膠袋與手之間的吸引、似乎是自發性的穀倉爆炸、在製造過程中電子元件的損毀、影印機的運作原理等等。當一個物體的表面接觸到其它表面時，電荷集結於這物體表面成為靜電。雖然電荷交換是因為兩個表面的接觸和分開而產生的，只有當其中一個表面的電阻很高時，電流變的很小，電荷交換的效應才會被注意到。因為，電荷會被入陷於那表面，在那裡度過很長一段時間，足夠讓這效應被觀察到的一段時間。
靜電現象是由點電荷彼此相互作用的靜電力產生的。庫侖定律專門描述靜電力的物理性質。在氫原子內，電子與質子彼此相互作用的靜電力超大於萬有引力，靜電力的數量級大約是萬有引力的數量級的 40 倍。

## 庫侖定律
靜電學最基本的定律是庫侖定律。一個點電荷 {\displaystyle q} 作用於另一個點電荷 {\displaystyle Q} 的靜電力 {\displaystyle \mathbf {F} } ，可以用庫侖定律計算出來。點電荷是理想化的帶電粒子。在這裏，稱點電荷 {\displaystyle q} 為源點電荷，稱點電荷 {\displaystyle Q} 為檢驗電荷。靜電力的大小跟兩個點電荷之間的距離的平方成反比，跟 {\displaystyle q} 、{\displaystyle Q} 的乘積成正比，作用力的方向沿連線，同號電荷相斥，異號電荷相吸：
{\displaystyle \mathbf {F} (\mathbf {r} )={\frac {1}{4\pi \epsilon _{0}}}{\frac {qQ}{r^{2}}}{\hat {\mathbf {r} }}} ；
其中，{\displaystyle \epsilon _{0}=8.854\ 187\ 817\ \times 10^{-12}} C2N−1m−2是電常數，{\displaystyle \mathbf {r} } 是從源點電荷 {\displaystyle q} 指向檢驗電荷 {\displaystyle Q} 的向量，{\displaystyle {\hat {\mathbf {r} }}} 是其單位向量。

## 電場
電場 {\displaystyle \mathbf {E} } 定義為作用於一個檢驗電荷 {\displaystyle Q} 的靜電力 {\displaystyle \mathbf {F} } 除以 {\displaystyle Q} ：
{\displaystyle \mathbf {E} (\mathbf {r} )=\mathbf {F} (\mathbf {r} )/Q} 。
從這個定義和庫侖定律，一個源點電荷 {\displaystyle q} 產生的電場可以表達為
{\displaystyle \mathbf {E} (\mathbf {r} )={\frac {1}{4\pi \epsilon _{0}}}{\frac {q}{r^{2}}}{\hat {\mathbf {r} }}} 。

### 高斯定律
高斯定律闡明，流出一個閉表面的電通量與這閉曲面內含的總電荷量成正比。比例常數是電常數的倒數。用積分方程式形式表達，
{\displaystyle \oint _{S}\mathbf {E} \cdot \mathrm {d} \mathbf {A} ={\frac {1}{\epsilon _{0}}}\int _{\mathbb {V} }\rho \cdot \mathrm {d} V} ；
其中，{\displaystyle \mathrm {d} \mathbf {A} } 是無窮小面積元素，{\displaystyle \rho } 是電荷密度，{\displaystyle \mathrm {d} V} 是無窮小體積元素。
用微分方程式形式表達，
{\displaystyle \mathbf {\nabla } \cdot \mathbf {E} ={\frac {\rho }{\epsilon _{0}}}} 。

### 帕松方程式
綜合電位的定義和高斯定律的微分方程式，可以給出電位 {\displaystyle V} 和電荷密度 {\displaystyle \rho } 之間的關係方程式，稱為帕松方程式：
{\displaystyle {\nabla }^{2}V=-{\rho  \over \epsilon _{0}}} 。
給予點電荷的分佈資料和充分的邊界條件，應用帕松方程式，可以計算在空間裏任何位置的電位 {\displaystyle V} 。根據唯一定理，這也是唯一的解答。

### 拉普拉斯方程式
假若電荷密度是零，則帕松方程式變為拉普拉斯方程式：
{\displaystyle {\nabla }^{2}V=0} 。
給予充分的邊界條件，應用拉普拉斯方程式，可以計算在真空裏任何位置的電位 {\displaystyle V} 。根據唯一定理，這也是唯一的解答。

## 疊加原理
在靜電學裏，疊加原理闡明，任何兩個點電荷的相互作用與其它點電荷無關。因此，給予 {\displaystyle N} 個點電荷，可以應用庫侖定律，單獨地計算每一個源點電荷 {\displaystyle q_{i}} 作用於檢驗電荷 {\displaystyle Q} 的靜電力 {\displaystyle \mathbf {F} _{i}} 。這樣，作用於檢驗電荷 {\displaystyle Q} 的總靜電力 {\displaystyle \mathbf {F} } 是
{\displaystyle \mathbf {F} =\sum _{i=1}^{N}\mathbf {F} _{i}} 。
這是因為在庫侖定律裏，靜電力跟源點電荷 {\displaystyle q_{i}} 有線性關係。
將作用力除以檢驗電荷 {\displaystyle Q} ，可以得到電場。所以，總電場 {\displaystyle \mathbf {E} } 為
{\displaystyle \mathbf {E} =\sum _{i=1}^{N}\mathbf {E} _{i}} ；
其中，{\displaystyle \mathbf {E} _{i}} 是源點電荷在檢驗電荷的位置所產生的電場。
類似地，電位也遵守疊加原理：
{\displaystyle V=\sum _{i=1}^{N}V_{i}} ；
其中，{\displaystyle V_{i}} 是源點電荷在檢驗電荷的位置所產生的電位。

## 接觸起電
假若兩種不同的物質因互相接觸而產生靜電，則稱此為接觸起電 (contact electrification) ．摩擦起電效應 (triboelectric effect) 是一種接觸起電效應。在摩擦起電裏，兩種不同的物質，經過接觸、摩擦、分開，這三道程序後，會從原本中性，變為帶電體；其中一種物質會帶有正電，另外一種物質會帶有同樣大小的負電。電荷的正負極性和電量，依照材質、表面粗糙、溫度、應變等等，各種性質或參數而變化。舉例而言，將羊毛摩擦於琥珀，會使琥珀獲得負電荷。這性質，最先由米利都學派的創始人泰勒斯紀錄於歷史文書，是有紀錄以來，人類最早研究的起電現象。其它諸如絲綢與玻璃的摩擦、硬橡膠與毛料的摩擦，都會產生靜電。
摩擦兩種不導電物體會生成大量的靜電。但是，不只是摩擦才會造成這樣的結果。兩種不導電物體，經過接觸、分開，兩道程序後，也會產生靜電。由於大多數的表面都相當粗糙，經過接觸比經過摩擦需要更多的時間來完成充電。摩擦增加了兩塊表面的附著接觸。一般而言，絕緣體，不導電的物體，是起電（產生靜電）和保留電荷的優良材料。例如，橡膠、塑膠、玻璃等等，都是很優良的起電材料。導電物體也會生成靜電。由於導電物體很容易流失電荷，必須在外面特別包上一層絕緣體，才能保留住電荷。特別注意到電流的存在並不會阻止起電、靜電力、火花、電暈放電 (corona discharge) 等等靜電現象的發生。

## 電荷中和
自然的電荷中和現象最常發生於低溼度的季節。這現象偶而會造成一些困擾。但是，在某些特別狀況，會變得具有相當的破壞性和摧毀性（例如，電子製造業）。假若因為工作原由，必須直接接觸到積體電路電子元件（特別是易損壞的金屬氧化物半導體場效電晶體 (MOSFET)），或處於易燃氣體附近，應該非常小心地避免累積靜電和突然放電。電子元件工廠常使用防靜電裝置來保護電子元件。

## 電荷感應

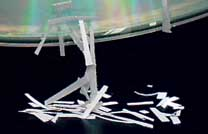
因為電荷感應，紙屑被帶電的光碟吸引。

一個物體內部的電荷，因為受到物體以外的電荷的影響，而重新分佈，稱此現象為電荷感應。將一個帶負電荷的物體 A 移至另一個物體 B 附近時，物體 B 內部離物體 A 較近的區域會帶有較多的正電荷。由於正電荷與負電荷相吸引，兩個物體會感受到吸引力的作用。例如，用一塊羊毛布摩擦一個塑膠氣球，這會使氣球得到負電荷。將這氣球拿到一座牆壁附近。那麼，氣球會被牆壁吸引而黏在牆壁上。這是因為靜電感應，牆壁的自由電子會被氣球的負電荷排斥，剩下正電荷。由於塑膠氣球的負電荷不容易移動，不會與牆壁的正電荷中和。請參閱數據模擬網頁氣球與靜電。
靜電感應的原理已經成功地應用於工業界很多年了，對於眾多工業有極大的貢獻。發展成功的靜電油漆系統可以經濟地將瓷漆 (enamel paint) 和聚氨酯漆，均勻地油漆於消費品表面，包括汽車、腳踏車等等其它產品。 

## 參閱
- 鏡像法
- 凡德格拉夫起電機 (Wimshurst machine)
- 靜電放電
- 抗靜電劑
- 離子鍵
- 電負性

## 外部連結
- . 建國中學物理講義.   [2009-01-29]. （原始内容 (ppt)存档于2016-03-04）.